# Mont Organisé (kommun)
Mont Organisé är en kommun i Haiti.   Den ligger i departementet Nord-Est, i den nordöstra delen av landet, 110 km nordost om huvudstaden Port-au-Prince.